# Хямеэнкоски
Хя́меэнкоски (фин. Hämeenkoski)  это бывшая волость Финляндии, в провинции Пяйят-Хяме, губерния Южная Финляндия, Финляндия. В 2016 году он был объединен с Холлолай. Общая площадь территории — 195,62 км², из которых 7,86 км² — вода. 

## Демография
На 31 января 2011 года в общине Хямеэнкоски проживало 2141 человек: 1079 мужчин и 1062 женщины.
Финский язык является родным для 98,04% жителей, шведский — для 0%. Прочие языки являются родными для 1,96% жителей общины.
Возрастной состав населения:
- до 14 лет — 14,57%
- от 15 до 64 лет — 62,77%
- от 65 лет — 22,79%

Изменение численности населения по годам:
| Год  | Численность |
| ---- | ----------- |
| 1980 | 2315        |
| 1990 | 2321        |
| 2000 | 2214        |
| 2010 | 2144        |
| 2011 | 2141        |